# Сутність (інформатика)
Entity — об'єкти для яких важлива ідентичність, а життєвий цикл яких зазвичай ширший ніж робота аплікації.

## Приклад
Для того щоб було легше розпізнати клас як Entity можна додати маркер інтерфейс.
```
public
 
interface
 
IEntity

{

}

```

Наприклад, нехай для роботи із системою користувач повинний зареєструватись у ній. Оскільки користувачі можуть мати однакові імена, вводимо додатковий ідентифікатор, що буде визнати їх унікальність. Для гарантії автентичності при запуску аплікації завантажуємо інформацію про користувача, а при виході зберігаємо. Інформація про сутність може бути записана у файл, базу даних або іншим довільним способом:
```
public
 
class
 
User
 
:
 
IEntity

{

    
public
 
int
 
Id
 
{
 
get
;
 
set
;
 
}

    
public
 
string
 
Name
 
{
 
get
;
 
set
;
 
}

}

```

## Див.також
- Предметно-орієнтоване проєктування
- Шаблони проєктування програмного забезпечення
- Об’єктно-орієнтоване програмування